# Nomadi 40
Nomadi 40 è il 24º album in studio dei Nomadi, inciso su doppio disco, pubblicato nel quarantesimo anno della loro carriera musicale.

## Descrizione
Nell'album sono presenti Io voglio vivere ed E Di notte, brani della formazione corrente e nuove registrazioni di vecchi pezzi fatta dalla stessa.
Come potete giudicar, ultima traccia del secondo disco, è qui presente nella versione incisa nel 1992 da Augusto Daolio, Beppe Carletti, Dante Pergreffi, Cico Falzone e Daniele Campani per l'album Ma noi no! del 1992.

## Tracce
CD 1
1. Noi non ci saremo – 3:03 (Francesco Guccini)
2. Gordon – 4:18 (testo: Romano Rossi – musica: Giuseppe Carletti)
3. Tutto a posto – 4:18 (testo: Alberto Salerno – musica: Bruno Tavernese)
4. Gli aironi neri – 4:31 (testo: Augusto Daolio – musica: Giuseppe Carletti e Odoardo Veroli)
5. Il vento del nord – 4:51 (testo: Lorella Cerquetti – musica: Giuseppe Carletti, Odoardo Veroli e Calogero Falzone)
6. L'uomo di Monaco – 4:15 (testo: Romano Rossi e Christopher Dennis – musica: Giuseppe Carletti)
7. Il fiore nero – 3:19 (testo: Romano Rossi – musica: Giuseppe Carletti)
8. I miei anni – 4:45 (testo: Romano Rossi – musica: Giuseppe Carletti)
9. Un pugno di sabbia – 4:37 (testo: Claudio Fontana – musica: Roberto Soffici)
10. Per fare un uomo – 3:33 (Francesco Guccini)
11. Canzone per un'amica – 4:19 (Francesco Guccini)
12. Lontano – 4:29 (testo: Fabrizio Urzino – musica: Giuseppe Carletti e Fabrizio Urzino)
13. Un giorno insieme – 3:58 (testo: Luigi Albertelli e Claudio Fontana – musica: Roberto Soffici)
14. Il vecchio e il bambino – 4:36 (Francesco Guccini)
15. L'angelo caduto – 4:19 (testo: Lorena Fontana e Giuseppe Carletti – musica: Lorena Fontana, Calogero Falzone e Giuseppe Carletti)
16. Io vagabondo (che non sono altro) – 3:54 (testo: Alberto Salerno – musica: Damiano Nino Dattoli)
17. Voglio ridere – 4:23 (testo: Paolo Mario Limiti e Maurizio Seymandi – musica: Mario Migliardi)
18. E di notte – 4:21 (testo: Lorella Cerquetti e Danilo Sacco – musica: Giuseppe Carletti e Andrea Mei) – inedito

CD 2
1. Io voglio vivere – 4:59 (testo: Lorella Cerquetti e Giuseppe Carletti – musica: Giuseppe Carletti, Andrea Mei e Massimo Vecchi) – inedito
2. La libertà di volare – 4:27 (Marco Chiarelli e Giuseppe Carletti)
3. La vita che seduce – 4:28 (testo: Lorella Cerquetti e Giuseppe Carletti – musica: Giuseppe Carletti e Andrea Mei)
4. Una storia da raccontare – 3:19 (Giuseppe Carletti e Pompilio Turtoro)
5. La canzone del bambino nel vento (Auschwitz) – 6:00 (Francesco Guccini)
6. Naracauli – 5:06 (testo: Maurizio Bettelli)
7. Sangue al cuore – 4:34 (testo: Lorella Cerquetti e Danilo Sacco – musica: Giuseppe Carletti e Andrea Mei)
8. Le strade – 4:41 (testo: Marco Petrucci – musica: Giuseppe Carletti, Odoardo Veroli e Marco Petrucci)
9. Né gioia né dolore – 4:49 (testo: Pietruccio Mancini – musica: Giuseppe Carletti, Odoardo Veroli e Pietruccio Mancini)
10. Il nome che non hai – 4:34 (testo: Elena Carletti, Danilo Sacco e Giuseppe Carletti – musica: Danilo Sacco e Giuseppe Carletti)
11. Ho difeso il mio amore – 4:29 (testo: Daniele Pace – musica: Justin Hayward)
12. Dio è morto – 2:49 (Francesco Guccini)
13. Ti lascio una parola (Goodbye) – 4:31 (testo: Giuseppe Carletti e Diego Pigozzo – musica: Giuseppe Carletti, Diego Pigozzo e Ruggero Robin)
14. Vivo forte – 7:25 (testo: Daniele Taurian – musica: Giuseppe Carletti e Odoardo Veroli)
15. Senza discutere – 3:33 (testo: Alberto Salerno – musica: Umberto Napolitano e Guido Maria Ferilli)
16. Come potete giudicar – 3:27 (testo: Tony Verona – musica: Sonny Bono)

## Formazione
- Danilo Sacco – voce, chitarra
- Beppe Carletti – tastiera
- Cico Falzone – chitarra
- Massimo Vecchi – basso, voce
- Daniele Campani – batteria
- Sergio Reggioli – violino

## Classifiche

### Classifiche settimanali
| Classifica (2003) | Posizione massima |
| ----------------- | ----------------- |
| Italia            | 2                 |

### Classifiche di fine anno
| Classifica (2003) | Posizione |
| ----------------- | --------- |
| Italia            | 6         |